# عزت شحرور
عزت شحرور (22 يوليو 1962 - 23 ديسمبر 2017)، هو صحفي فلسطيني ومراسل قناة الجزيرة ومدير مكتبها في الصين منذ 2002 إلى يوم وفاته، وهو حاصل على دراسات عليا في الطب التقليدي الصيني، عمل بالسفارة الفلسطينية في جمهورية لاوس والصين  توفي في 23 ديسمبر 2017 عن سن ناهزت 55 عاما جراء نوبة قلبية مفاجئة في العاصمة بكين.

## سيرته
ولد عزت شحرور في 22 يوليو 1962 في مخيم النيرب للاجئين الفلسطينيين بمدينة حلب (شماليّ سوريّة)، حيث تلّقى، كذلك، تدريسه في مدارس الأونروا، لأسرة تعود أصولها إلى قرية ترشيحا الفلسطينية التي تعرف باسم "عروس الجليل"، هَجّرتها إسرائيل إلى سورية أبّان النكبة.
وحصل على شهادته الثانوية عام 1981 من ثانوية الشهيد محمود أبو الحسن، والتحق بعدها ببعثة لمنظمة التحرير الفلسطينية لدراسة الطب في الصين، ثم تخرج في جامعة الصين للعلوم الطبية في مدينة شنيانغ (شمال شرق البلاد) عام 1987، وسافر إلى كوريا الشمالية وحصل على شهادة دراسات عليا في الطب الشرقي من جامعة بيونغ يانغ للطب عام 1989، ثم عاد إلى الصين ليحصل على شهادة اختصاص وممارسة الطب التقليدي الصيني من جامعة الطب والعقاقير الصينية ببكين عام 1994.
عُين دبلوماسيا في سفارة فلسطين لدى كوريا الشمالية في الفترة من 1987 حتى 1990، وانتقل بعدها للعمل في سفارة فلسطين لدى جمهورية لاوس حتى عام 1993، قبل أن يعود إلى بكين مرة أخرى ويواصل عمله مسؤولا إعلاميا ومتحدثا باسم السفارة الفلسطينية لدى الصين حتى التحاقه بقناة الجزيرة عام 2002.
نفذ سلسلة تقارير أخرى عن ميانمار وكوريا الجنوبية والتبت، وإقليم تركستان الشرقية المضطرب شمال غرب الصين، وانتهاء بالمشاركة في تغطية موسم الحج لعام 2015. أنجز عدة لقاءات مع شخصيات صينية ودولية معروفة كمستشار مجلس الدولة الصيني، تانغ جيا شوان، ووزير الخارجية الصيني، وانغ إي، والرئيس الكوري الجنوبي الراحل، ري مو هيون، والتركي، رجب طيب أردوغان، وكذلك بان كي مون، عندما كان وزيرًا للخارجية، وغيرهم من المسؤولين وأصحاب القرار.